# Davi José Silva do Nascimento
Davi José Silva do Nascimento (sinh ngày 10 tháng 3 năm 1984) là một cầu thủ bóng đá người Brasil.

## Sự nghiệp câu lạc bộ
Davi José Silva do Nascimento đã từng chơi cho Consadole Sapporo, Nagoya Grampus, Ventforet Kofu và Kashima Antlers.